# Ньюкасл (Небраска)
Ньюкасл (англ. Newcastle) — селище (англ. village) в США, в окрузі Діксон штату Небраска. Населення — 272 особи (2020).

## Географія
Ньюкасл розташований за координатами 42°39′9″ пн. ш. 96°52′27″ зх. д. / 42.65250° пн. ш. 96.87417° зх. д. (42.652413, -96.874030).  За даними Бюро перепису населення США в 2010 році селище мало площу 0,88 км², уся площа — суходіл.

## Демографія
Згідно з переписом 2010 року, у селищі мешкало 325 осіб у 139 домогосподарствах у складі 84 родин. Густота населення становила 371 особа/км².  Було 159 помешкань (181/км²).
Расовий склад населення:
| - 99,7 % — білих - 0,3 % — чорних або афроамериканців |

До двох чи більше рас належало 0,0 %. Частка іспаномовних становила 2,8 % від усіх жителів.
За віковим діапазоном населення розподілялося таким чином: 27,1 % — особи молодші 18 років, 54,7 % — особи у віці 18—64 років, 18,2 % — особи у віці 65 років та старші. Медіана віку мешканця становила 39,9 року. На 100 осіб жіночої статі у селищі припадало 92,3 чоловіків;  на 100 жінок у віці від 18 років та старших — 91,1 чоловіків також старших 18 років.
Середній дохід на одне домашнє господарство  становив 39 698 доларів США (медіана — 32 115), а середній дохід на одну сім'ю — 48 129 доларів (медіана — 45 000). Медіана доходів становила 35 938 доларів для чоловіків та 24 583 долари для жінок. За межею бідності перебувало 12,3 % осіб, у тому числі 16,3 % дітей у віці до 18 років та 8,3 % осіб у віці 65 років та старших.
Цивільне працевлаштоване населення становило 113 особи. Основні галузі зайнятості: освіта, охорона здоров'я та соціальна допомога — 28,3 %, виробництво — 23,9 %, будівництво — 13,3 %, роздрібна торгівля — 7,1 %.